# Liste der Kulturdenkmäler in Minfeld
In der Liste der Kulturdenkmäler in Minfeld sind alle Kulturdenkmäler der rheinland-pfälzischen Ortsgemeinde Minfeld aufgeführt. Grundlage ist die Denkmalliste des Landes Rheinland-Pfalz (Stand: 26. Juni 2023).

## Denkmalzonen
| Bezeichnung          | Lage | Baujahr | Beschreibung | Bild            |
| -------------------- | --- | ------- | --- | --------------- |
| Denkmalzone Ortskern | Gemeindeplatz (alle Nummern), Hauptstraße 47–85 (ungerade Nummern), 72 und 74, Herrengasse 1, 3 und 2–8 (gerade Nummern), Kirchgasse (alle Nummern) Lage |         | engerer Ortskern mit öffentlichen Bauten, evangelischer Pfarrkirche, neuere katholischer Kirche, Gemeindeplatz mit Rathaus und ehemaligem Gasthof sowie auf der Südseite der Hauptstraße historische Bebauung mit Zweiseithöfen | Fotos hochladen |

## Einzeldenkmäler
| Bezeichnung                       | Lage                                                                  | Baujahr                           | Beschreibung | Bild                           |
| --------------------------------- | --------------------------------------------------------------------- | --------------------------------- | --- | ------------------------------ |
| Wohnhaus                          | Dammweg 2 Lage                                                        | um 1700                           | Fachwerkhaus, teilweise massiv, um 1700 | Fotos hochladen                |
| Rathaus                           | Gemeindeplatz 1 Lage                                                  | Mitte des 19. Jahrhunderts        | Walmdachbau, Mitte des 19. Jahrhunderts | Fotos hochladen                |
| Wohnhaus                          | Hauptstraße 47 Lage                                                   | 1709                              | Fachwerkhaus, teilweise massiv, bezeichnet 1709 | Fotos hochladen                |
| Wohnhaus                          | Hauptstraße 48 Lage                                                   | 1822                              | stattlicher zweiflügeliger Fachwerkbau, teilweise massiv, bezeichnet 1822 (Bild)                                                                                         | Fotos hochladen                |
| Wohnhaus                          | Hauptstraße 55 Lage                                                   | 1726                              | Fachwerkhaus, bezeichnet 1726 | Fotos hochladen                |
| Wohnhaus                          | Hauptstraße 57 Lage                                                   | erste Hälfte des 18. Jahrhunderts | Fachwerkhaus, teilweise massiv, erste Hälfte des 18. Jahrhunderts | Fotos hochladen                |
| Wohnhaus                          | Hauptstraße 59 Lage                                                   | 1718                              | Fachwerkhaus, teilweise massiv, bezeichnet 1718 | Fotos hochladen                |
| Wohnhaus                          | Hauptstraße 69 Lage                                                   | 1788                              | stattlicher zweiflügeliger Fachwerkbau, bezeichnet 1788 | Fotos hochladen                |
| Wohnhaus                          | Hauptstraße 73 Lage                                                   | 1725                              | Fachwerkhaus, bezeichnet 1725, Erdgeschoss um 1800 erneuert, Hoftor, bezeichnet 1812, Mannpforte                                                                         | Fotos hochladen                |
| Gasthof                           | Hauptstraße 74 Lage                                                   | 1753                              | Wohnhaus, ehemals wohl Gasthof; stattlicher Fachwerkbau, teilweise massiv, Mansarddach, 7 zu 5 Achsen, bezeichnet 1753, 1858 und 1981 (renoviert); Hoftor mit Mannpforte | Fotos hochladen                |
| Wohnhaus                          | Herrengasse 4 Lage                                                    | Mitte des 18. Jahrhunderts        | stattliches Fachwerkhaus, teilweise massiv, Walmdach, wohl aus der Mitte des 18. Jahrhunderts                                                                            | Fotos hochladen                |
| Katholische Kirche St. Laurentius | Herrengasse 6 Lage                                                    | 1928–30                           | Saalbau mit Westriegel, seitlich verschobener Turm, 1928–30, Architekt Albert Boßlet, Landau, Fassadenrelief, Bildhauerinnen Gossens-Biehler, München                    | weitere Bilder Fotos hochladen |
| Wohnhaus                          | Herrengasse 8 Lage                                                    | um 1800                           | stattliches eingeschossiges Fachwerkhaus auf hohem Kellersockel, um 1800                                                                                                 | Fotos hochladen                |
| Evangelische Pfarrkirche          | Kirchgasse 3 Lage                                                     |                                   | romanischer Saalbau, Turm 1613 erhöht; Gesamtanlage mit Kirchhof, dort Grabmal von 1839                                                                                  | weitere Bilder Fotos hochladen |
| Evangelisches Pfarrhaus           | Kirchgasse 4 Lage                                                     | 1798                              | fünfachsiger (Krüppel-)Walmdachbau, angeblich von 1798 | Fotos hochladen                |
| Transformatorenturm               | Saarstraße, bei Nr. 14 Lage                                           | um 1920/30                        | Transformatorenturm; Sichtbetonbau, wohl um 1920/30 | Fotos hochladen                |
| Wasserbehälter                    | nordwestlich des Ortes auf einer Anhöhe; Flur Auf dem Kappenberg Lage | um 1910                           | Wasserbehälter; Sandsteinquaderbau, vom Jugendstil beeinflusster Neubarock, um 1910                                                                                      | weitere Bilder Fotos hochladen |